# Brozer István
Brozer István (17. század) kolozsvári ötvösmester. 

## Élete
Egyes források szerint szász származású volt, aki Kolozsváron lett magyarrá, más források azonban magyar anyanyelvűként említik. Kolozsváron tanult. 1630-ban lett az ötvöscéh tagja; 1633-ban egyike volt annak a négy ötvösnek, akik Gyulafehérvárra utaztak, hogy I. Rákóczi György kincsestárának az értékbecslését elvégezzék.
Két háza volt a városban, az egyik az Óvárban, a másik a Közép utcában, és az 1639-es és 1649-es adólajstromok szerint városi viszonylatban kiemelkedően nagy összegű adót fizetett.
1642-ben már céhmesterként említették; városi tisztséget azonban nem viselt. Céhmesterként a többi céhmesterrel együtt képviselte az aranyműveseket, például a kolozsmonostori konvent vagy a fejedelem előtt. Számos esetben utazott Gyulafehérvárra a fejedelem hívására; ilyenkor a város állta az utazás költségeit.
Halálozásának dátuma ismeretlen; az utolsó ismert adat életéről 1660-ból származik.

## Munkássága
A városi tanács számára poharakat, kupákat készített. Számos munkát készített I. Rákóczi György megbízásából. 1644-től a fejedelem rábízta a török portának szánt ajándéktárgyak elkészítését.  Szintén az ő munkája volt az 1651-ben elhunyt Henrietta Mária pfalzi hercegnő koporsótáblája.
Egyetlen fennmaradt műve egy színarany úrvacsora-kehely, amelyet 1640-ben a Farkas utcai református templom részére készíttetett I. Rákóczi György.